# História de Campo Grande (Mato Grosso do Sul)
Em 1870 (por razão da Guerra da Tríplice Aliança) chegou a notícia aos moradores de Monte Alegre de Minas (no Triângulo Mineiro) de terras férteis para agropecuária, na região do então "Campo Grande da Vacaria". Isso acabou contentando José Antônio Alves de Pereira, que precisava de terras para alojar sua família. Em 21 de junho de 1872 chegou e se alojou em terras férteis e completamente desabitadas da Serra de Maracaju, na confluência de dois córregos - mais tarde denominados Prosa e Segredo - e que hoje é o Horto Florestal. Um pouco antes, em 1869, eclodiu na região a Batalha de Acosta
.
No ano seguinte, José Antônio Pereira regressou a Monte Alegre, deixando o seu rancho e a sua lavoura incipiente entregues a João Nepomuceno, com quem se associara. Nepomuceno era caboclo de Camapuã, um arraial que morria, situado na antiga Fazenda Imperial do mesmo nome, nas cabeceiras do Coxim, e que ali aparecera, 'de muda' para Miranda, quebrando a monotonia do ermo com dois carros de bois que o peso da carga fazia chiar nos eixos
No dia 14 de agosto de 1875, José Antônio Pereira enfim retorna com sua família (esposa e oito filhos), escravos, além de outros (num total de 62 pessoas). No primeiro rancho, que houvera construído, encontra agora Manoel Vieira de Sousa (Manoel Olivério) e sua família, provenientes de Prata, que aqui haviam chegado atraídos pelas notícias dos campos de Vacaria, juntamente com seus irmãos Cândido Vieira de Souza e Joaquim Vieira de Souza, e alguns empregados, um dos quais Joaquim Dias Moreira (Joaquim Bagage). Minas Gerais; as famílias se unem e originam a primeira geração de campo-grandenses. No fim de 1877 cumpre uma promessa feita durante a viagem de retorno e constrói a primeira igrejinha (rústica de pau-a-pique com telhas de barro). As casas, de precário alinhamento, formaram a primeira rua (chamava-se Rua Velha, atual rua 26 de Agosto, e terminava num pequeno largo (atual Praça dos Imigrantes), onde havia uma bifurcação, formando mais duas vias). José Antônio Pereira, fundador do arraial, construiu sua residência definitiva no final da ramificação de baixo (hoje rua Barão de Melgaço). Faleceu em sua fazenda "Bom Jardim", em 11 de janeiro de 1900, meses depois da emancipação política da vila (26 de Agosto de 1899). A partir de 1879 novas caravanas de mineiros foram chegando e sendo distribuídas nas terras devolutas, marcando suas posses, quase sempre sob a orientação do fundador. Estabeleceram assim as primeiras fazendas do Arraial de Santo Antônio do Campo Grande. No centro da rua, no comércio e farmácia, que pertenciam a Joaquim Vieira de Almeida, reuniam-se a alta sociedade do local. Era o homem que tinha maior instrução na vila e era o redator de documentos de caráter público ou privado. E eram resolvidos ali os problemas comunitários, de onde saíam as reivindicações ao governo. Foi de autoria do próprio Joaquim Vieira de Almeida uma correspondência solicitando a emancipação da vila.

## O nascimento de um município
A região e a vila se desenvolviam em razão do clima e da privilegiada situação geográfica. Isso atraiu os habitantes de São Paulo, Rio Grande do Sul, Paraná e Nordeste, entre outros. Depois de cansativas e insistentes reivindicações (também devido a sua posição estratégica, e sendo passagem obrigatória em direção ao extremo sul do Estado, Camapuã ou ao Triângulo Mineiro), o governo estadual promulga a resolução de emancipação da vila e a eleva à condição de município, A localidade foi elevada à condição de município em 1899(26 de agosto), com o nome de Santo Antônio de Campo Grande e mais tarde somente Campo Grande. pasando a ser chamada apenas Campo Grande anos mais tarde. Com a emancipação ocorrida, Joaquim Vieira de Almeida havia falecido em decorrência de sua tuberculose e sem ver seu pedido atendido. O município de Campo Grande se desenvolve com a agropecuária, proporcionada pelo estabelecimento de fazendas de criação de gado em suas imediações e nos campos limpos de Vacaria. Torna-se um centro comercial bovino, de onde partiam comitivas conduzindo boiadas para o Triângulo Mineiro e o Paraguai. Construída em 1900 por Manuel da Costa Lima, a estrada boiadeira (hoje BR-163), passou a ligar Campo Grande às barrancas do Paraná. Com isso, as boiadas dirigiram-se também para São Paulo, onde abriu-se novo mercado para a região e novas oportunidades para o comércio local, além de intercâmbio. Chega a Campo Grande em 1909 o engenheiro Temístocles Pais de Sousa Brasil, que foi indicado e designado pelo Exército para realizar os estudos para a locação e a construção do quartel-general e outros aquartelamentos das Forças Armadas da região de Mato Grosso, além de ser designado para projetar a primeira planta urbana e rocio da vila de Campo Grande.

## Crescimento, desenvolvimento e revolução

Vista de Campo Grande, 1974. Arquivo Nacional.

A Comarca de Campo Grande é criada em 1910. Seu primeiro juiz de direito foi Arlindo de Andrade Gomes. Seu primeiro promotor público, Tobias de Santana. As idéias modernizadoras dos primeiros administradores influenciaram várias áreas, da pecuária ao urbanismo, e foi traçada a zona urbana com avenidas e ruas amplas e arborizadas. É instalada a energia elétrica em 1916 e em 16 de julho de 1918, pelo Decreto nº. 772, o município é elevado à categoria de cidade. De 1921 a 1923, na gestão do intendente Arlindo Andrade, são feitas várias obras urbanas (urbanização da Av. Afonso Pena, arborização das vias principais e secundárias e ajardinamento da Praça Ari Coelho (onde estava localizado o primeiro cemitério da cidade), entre outras. Outro fator de progresso para o município e para o estado de Mato Grosso foi a chegada da Estrada de Ferro Noroeste do Brasil, da RFFSA (atual Novoeste), em 1914, ligando as duas bacias fluviais: Paraná e Paraguai, aos países vizinhos: à Bolívia (via Corumbá) e ao Paraguai (via Ponta Porã). Foi um marco decisivo para o desenvolvimento de Campo Grande, que despontava como uma das mais progressistas cidades do antigo estado de Mato Grosso, superando a então capital estadual Cuiabá.
Funcionando como pólo comercial e de serviços de uma vasta região, Campo Grande desenvolvia-se e firmava sua liderança no sul do Estado. A transferência, em 1921, do Comando da Circunscrição Militar, inicialmente sediado em Corumbá (antes de chegar á Campo Grande, a Circunscrição da 9.ª Região Militar teve como sedes ainda as cidades de Cuiabá e Aquidauana). A transferência e construção dos quartéis e outros estabelecimentos militares foi outra iniciativa que contribuiu para o seu desenvolvimento e liderança. Outro passo para o seu desenvolvimento foi a vinda de imigrantes estrangeiros: (japoneses, árabes, armênios) a partir de 1924. Em 1930 já possuía cerca de doze mil habitantes (além de três agências bancárias, correios e telégrafos, várias repartições públicas, estabelecimentos de ensino primário e secundário, assim como clubes recreativos). Tinha acesso ao abastecimento de água canalizada, energia elétrica e telefone.
Em 1932, chegou a informação na cidade da deflagração da Revolução Constitucionalista. Quando a cidade soube da notícia, viu seu primeiro desafio: “de que lado ficar?” As lideranças da época (políticos e coronéis oriundos do norte do estado e radicados na região) romperam de vez com o poder e uniram-se a São Paulo contra tudo e todos. Com isso foi declarado um estado independente, o Estado de Maracaju, com Campo Grande sendo a capital administrativa. Seu governador foi o renomado médico Vespasiano Martins, então intendente. A sede (ou o palácio do governo) foi instalado no prédio da Maçonaria, de lá partindo as decisões e o planejamento do combate às forças legalistas). A capital legal do Estado, que era Cuiabá (esta recebia maior influência de Goiás, Rio de Janeiro, Paraná e parte de Minas Gerais), continua legalista. Campo Grande acabou, deste modo, tornando-se a capital do estado de Maracaju, anseio concretizado que já era manifestado desde o início do século (o sul independente do norte), mas que durou poucos meses, de 11 de julho até outubro de 1932.

## Divisão e criação do estado de Mato Grosso do Sul
Com a vitória legalista, o sonho de divisão é frustrado, mas se reiniciou em 1958, quando dois militares (então coronéis), Ernesto Geisel e Golbery do Couto e Silva, estavam em Mato Grosso para viabilizar a divisão do estado em dois, e concluíram que esta não era apenas viável, mas muito necessária, pois havia uma diferença enorme entre as regiões norte (entrada da Floresta Amazônica) e sul (representada por campos de pastagem). Com o general Ernesto Geisel empossado na Presidência da República. concretizando, em 11 de outubro de 1977, pela Lei Complementar nº 31, a criação do estado de Mato Grosso do Sul, com capital em Campo Grande, instalado em 1979.